# Vincenzo Oliva
Vincenzo Oliva detto Enzo (Catania, 1º settembre 1958) è un politico italiano.

## Biografia

### Attività politica
In giovane età è stato sindaco del Comune di Militello in Val di Catania, poi successivamente assessore e consigliere della provincia di Catania.
Prima facente parte dell'UDC di Pier Ferdinando Casini, ha aderito al Movimento per le Autonomie sin dalla sua fondazione nel 2005. Nell'MpA ha ricoperto l'incarico di commissario in Puglia e nelle province di Ragusa e Siracusa, dal 2009 per tutta la Regione Siciliana.
Nel 2008 è stato anche assessore all'urbanistica del comune di Catania.
Deputato nella XV legislatura, dal 28 aprile 2006 al 28 aprile 2008, membro della XIV commissione (politiche dell'Unione Europea).
Senatore della Repubblica nella XVI legislatura, dal 29 aprile 2008, attualmente vicepresidente del gruppo misto e dal 1º gennaio 2009 segretario della presidenza del Senato.
Membro della 5ª Commissione Bilancio, dal 22 maggio 2008. Membro della 8ª Commissione Lavori pubblici comunicazioni, dal 22 maggio 2008 al 4 febbraio 2009. Membro della 9ª Commissione permanente (Agricoltura e produzione agroalimentare), dal 22 maggio 2008 al 21 ottobre 2009. Membro della 13ª Commissione permanente (Territorio, ambiente, beni ambientali), dal 4 febbraio 2009 al 10 dicembre 2009. Membro della Commissione speciale per l'esame di disegni di legge di conversione di decreti-legge, dall'8 maggio 2008 al 22 maggio 2008. Membro della Commissione straordinaria per il controllo dei prezzi, dal 2 dicembre 2008. Membro del Comitato per le questioni degli italiani all'estero, dal 2 dicembre 2008 al 14 gennaio 2010.